# Ruslan Ivanov
Ruslan Ivanov (Russisch: Руслан Иванов) (Chisinau, 18 december 1973) is een Moldavisch wielrenner. 

## Carrière
Na zijn derde plaats in de Ronde van Italië voor beloften kreeg hij een profcontract bij de Brescialat-ploeg. Het lukte Ivanov niet om daarna nog een grote rol te spelen in klassementen van grote rondes, maar hij kon wel diverse etappes winnen in vooral Italiaanse wedstrijden. Ook werd hij drie keer kampioen van zijn land. Hij deed meestal samen met zijn landgenoot Igor Pugaci mee aan wereldkampioenschappen en Olympische Spelen, maar heeft daarin nog nooit potten kunnen breken.
In 2006 kon Ivanov geen nieuw profcontract krijgen en richtte zich toen op het mountainbiken. Dat ging hem redelijk goed af en het jaar erop kon hij wel weer bij een profploeg tekenen. In 2006 deed hij overigens wel mee aan het wereldkampioenschap wielrennen, waar hij 35e werd in de tijdrit.

## Belangrijkste overwinningen
1998
- Moldavisch kampioen op de weg
- Moldavisch kampioen tijdrijden
- Grote Prijs van Europa (koppeltijdrit samen met Massimo Cigana)

2000
- Moldavisch kampioen op de weg
- Ronde van Toscane

2001
- 2e etappe Internationale Wielerweek van Coppi en Bartali
- 3e etappe Internationale Wielerweek van Coppi en Bartali
- eindklassement Internationale Wielerweek van Coppi en Bartali
- 2e etappe Ronde van Trentino
- 2e etappe deel b Regio Tour

2002
- GP Lugano
- 5e etappe Internationale Wielerweek van Coppi en Bartali
- 4e etappe Wielerweek van Lombardije

2003
- 5e etappe Ruta del Sol
- 5e etappe Internationale Wielerweek van Coppi en Bartali
- 2e etappe Ronde van de Abruzzen
- 3e etappe Brixia Tour

2008
- Eindklassement Ronde van Langkawi

## Resultaten in voornaamste wedstrijden
| Jaar | Ronde van Italië | Ronde van Frankrijk | Ronde van Spanje |
| ---- | ---------------- | ------------------- | ---------------- |
| 1998 |                  |                     | 99e              |
| 1999 | 77e              |                     | opgave           |
| 2000 | opgave           |                     |                  |
| 2001 | 39e              |                     | opgave           |
| 2002 |                  | opgave              |                  |
| 2003 |                  |                     | opgave           |
| 2004 |                  |                     | 77e              |
| 2005 | 70e              |                     | opgave           |
| 2008 | 43e              |                     |                  |

| Jaar | Milaan-San Remo | Amstel Gold Race | Ronde van Lombardije |
| ---- | --------------- | ---------------- | -------------------- |
| 1998 |                 |                  |                      |
| 1999 |                 |                  |                      |
| 2000 | 145e            |                  |                      |
| 2001 |                 |                  |                      |
| 2002 | 87e             |                  |                      |
| 2003 | 71e             | 91e              |                      |
| 2004 | 98e             | 99e              | 21e                  |
| 2005 |                 |                  |                      |
| 2008 |                 |                  |                      |

Wielerploegen van Roeslan Ivanov
Banfi · 
Bertoletti ·
Bruseghin ·
Camin ·
Contrini ·
Della Vedova ·
Figura · 
Frattini ·
Ivanov ·
Mason · 
Milesi ·
Moreni · 
Piccoli ·
Raimondi ·
Rastelli ·
Serpellini ·
Sgambelluri ·
Zaina
Banfi · 
Conte ·
Contrini · 
Dotti · 
Figura · 
Frattini · 
Ivanov · 
Leoni · 
Maragno ·
Mason · 
Massi ·
Miceli ·
Milesi ·
Moreni ·
Ongarato ·
Raimondi · 
Rastelli ·  
Teterioek ·
Meza (stagiair)
Axelsson · Bertolini · Casagranda · Casarotto · Caucchioli · Ferrara · Ferrigato · Furlan · Gajičić · Gotti · Hvastija · Ivanov · Leoni · Nikačević · Pellizotti · Sjefer · Valoti · Vinale · Zandarin · Zanetti
Bertolini · Brognara · Casagranda · Casarotto · Caucchioli · De Paoli · Dufaux · Ferrara · Ferrigato · Frattini · Furlan · Gotti · Hvastija · Ivanov · Leoni · Miholjević · Moreni · Nikačević · Pellizotti · Pieri · Sjefer · Vinale · Zanetti
Baldato · Bertolini · Brognara · Casagranda · Casarotto · Cassani · Caucchioli · Dufaux · Ferrara · Ferrigato · Frattini · Furlan · Ivanov · Lunghi · Marzoli · Miholjević · Moreni · Noè · Pellizotti · Vinale
Andresen (tot 25/04) · Bäckstedt · Baldato · Bertolini · Caucchioli · Ferrara · Furlan · Hvastija · Ivanov · Jørgensen · Ljungqvist · Lunghi · Miholjević · Møller · Moreni · Noè · Pellizotti · Rastelli · Skelde · Sunderland · Tafi
Belli ·
Bertolini · 
Bonfanti · 
Borghi ·
Cadamuro · 
Celestino ·
Cortinovis ·
Fertonani ·
Furlan ·
Ghisalberti ·
Gobbi ·
Grigoli ·  
Hontsjar ·
Hryvko · 
Iglinski · 
Ivanov ·
Jurčo ·
Lorenzetto ·  
Ludewig ·
Noeritdinov ·
Quaranta ·
Rigotto ·
Solari ·
Valoti ·
Vanotti ·
Visconti ·
Djoedja (stagiair) ·
Scognamiglio (stagiair) ·
Zagorodni (stagiair)